# یونس امره کوناک
یونس امره کوناک (انگلیسی: Yunus Emre Konak؛ زادهٔ ۱۰ ژانویهٔ ۲۰۰۶) بازیکن فوتبال اهل ترکیه است.
از باشگاه‌هایی که در آن بازی کرده است می‌توان به باشگاه فوتبال سیواس‌اسپور و باشگاه فوتبال برنتفورد اشاره کرد.
وی همچنین در تیم ملی فوتبال زیر ۲۱ سال ترکیه بازی کرده است.